# Aliya Nazarbayeva
Aliya Nursultanqyzy Nazarbaeva (em cazaque:  Álıya Nursultanqyzy Nazarbaeva (Әлия Нұрсұлтанқызы Назарбаева), nascida em 3 de fevereiro de 1980) é uma empresária, figura pública e produtora de cinema cazaque. É a filha mais nova de Nursultan Nazarbayev, o primeiro presidente do Cazaquistão.

## Carreira
Nazarbayeva dirige várias empresas no Cazaquistão. Ela foi criticada por ser alvo de nepotismo por parte de seu pai. Alega-se que a sua empresa de gás natural recebe tratamento preferencial no Cazaquistão. Em 2005, a polícia de Almaty confiscou o jornal Svoboda Slova que publicava "um artigo sobre negociações comerciais alegadamente agressivas de Aliya Nazarbayeva" através da sua empresa de construção Elitstroi.
Também é produtora de cinema e roteirista, trabalhando em diversas séries documentais. Ela produziu The Road to Mother de 2016, que recebeu prêmios em seis festivais internacionais de cinema, incluindo o prêmio principal do festival internacional na Croácia e o Grande Prêmio no Festival Internacional de Cinema “Eurasian Bridge” e outros.

## Vida pessoal
Em 1998, casou-se com o político quirguiz Aidar Akayev, o filho mais velho do ex-presidente do Quirguistão Askar Akayev, de quem acabaria por se divorciar.  Segundo a rede britânica BBC, esta união foi “vista por muitas pessoas como um retorno à antiga tradição da Ásia Central de cimentar laços políticos com os familiares”. 
Mais tarde, em 2002, ela se casou novamente, desta vez com Dimash Domanov, ex-diretor geral da KazTransOil, a maior empresa de oleodutos do Cazaquistão.  Com o segundo marido teve quatro filhos.